# جایزه سوفی
جایزه سوفی یک جایزهٔ بین‌المللی به ارزش ۱۰۰٬۰۰۰ دلار آمریکا است که هرساله به افرادی که برای پاسداشت طبیعت و توسعه کوشش می‌کنند اهدا می‌شود.
این جایزه در سال ۱۹۹۷ توسط نویسندهٔ نروژی یوستین گردر و همسرش سیری دانویگ بنیان نهاده شد. این جایزه که نامش را از رمان دنیای سوفی (نوشتهٔ یوستین گردر) گرفته‌است، ۲۲ ژوئن هرسال در شهر اسلو نروژ به شخصیت‌ها یا سازمان‌ها تقدیم می‌شود.
این جایزه از سال ۲۰۱۳، به علت کمبود بودجه، دیگر اهدا نمی‌شود.